# Aquamanile

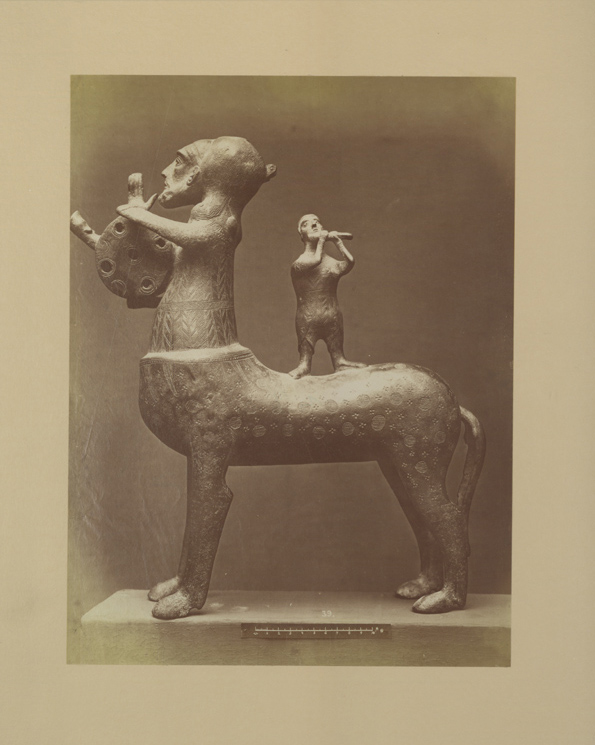
Kentaurt formázó aquamanile Abaújszántóról Klösz György fényképén a Magyar Nemzeti Múzeumban, 13. század első fele

Az aquamanile latin kifejezés, mely olyan általában fémedényt jelöl, melyben a középkorban az istentisztelet alatt vizet tároltak, ill. abból a pap számára a mosdótálba öntötték. Gyakori az ember (lovag), képzelt vagy valós állati formájú aquamanile. Használata keletről (Irán 8-9. század) indulva bizánci közvetítéssel az egész késő középkori keresztény Európában elterjedt. Európában főként a 11. századtól jött divatba.
Anyaga többnyire bronz volt; esetenként réz.